# Resolution 651 des UN-Sicherheitsrates
Die Resolution 651 des UN-Sicherheitsrates ist eine Resolution, die der Sicherheitsrat der Vereinten Nationen in seiner 2916. Sitzung am 29. März 1990 einstimmig beschloss. Nachdem der Rat an die Resolutionen 598 (1987), 619 (1988), 631 (1989) und 642 (1989) erinnert und einen Bericht des Generalsekretärs Javier Pérez de Cuéllar über die Militärische Beobachtergruppe der Vereinten Nationen für Irak und Iran geprüft hatte, beschloss er:
- sowohl die Islamische Republik Iran als auch den Irak aufzufordern, die Resolution 598 umzusetzen;
- das Mandat der Militärbeobachtergruppe der Vereinten Nationen für Irak und Iran um weitere sechs Monate bis zum 30. September 1990 zu verlängern;
- den Generalsekretär aufzufordern, über die Situation und die Maßnahmen zur Umsetzung der Resolution 598 am Ende dieses Zeitraums zu berichten.